# Lập Sơn
Lập Sơn (chữ Hán giản thể: 立山区, âm Hán Việt: Lập Sơn khu) là một quận của địa cấp thị An Sơn, tỉnh Liêu Ninh, Cộng hòa Nhân dân Trung Hoa. Quận Lập Sơn có diện tích 55 km², dân số 420.000 người. Mã số bưu chính của Lập An là 114031. Chính quyền nhân dân quận đóng ở số 340, đường Bắc Thắng Lợi. Về mặt hành chính, quận Lập Sơn được chia ra thành 8 nhai đạo biện sự xứ, 1 trấn. Các đơn vị này lại được chia ra thành 11 ủy ban thôn.
- Nhai đạo biện sự xứ: Lập Sơn, Hữu Hảo, Song San, Thự Quang, Linh Sơn, Thâm Bắc, Thâm Nam, Sa Hà.
- Trấn Sa Hà.